# Christian Dausel
Christian Dausel (* 4. September 1984 in Nürnberg) ist ein ehemaliger deutscher Fußballspieler. Er wurde im Mittelfeld als Defensiv-Allrounder eingesetzt.

## Karriere
Christian Dausel wechselte im Sommer 2006 ablösefrei von der zweiten Mannschaft des 1. FC Nürnberg zum Oberligisten SV Waldhof Mannheim. In der Vorbereitung zur Saison 2007/08 wechselte urr TSG Thannhausen, ein halbes Jahr später zum Regionalligisten Wacker Burghausen. Für die Saison 2008/09 verpflichtete der Drittligist Rot-Weiß Erfurt Dausel ablösefrei. Für Erfurt gab er im Eröffnungsspiel der 3. Liga sein Profidebüt.
Zum 31. Januar 2009 wurde sein Vertrag im gegenseitigen Einvernehmen aufgelöst und er wechselte für ein halbes Jahr zum Bayernligisten Würzburger Kickers. Dausel spielte die folgenden zwei Jahre beim ASV Neumarkt in der Landesliga Mitte und wechselte im Sommer 2011 zum Ligakonkurrenten TSV Neustadt/Aisch. Dort spielte Dausel aber nur 15 mal und musste seine Karriere verletzungsbedingt beenden. Seit der Saison 2012 ist er Co-Trainer des Regionalligisten Eintracht Bamberg unter Petr Skarabela.